# بريت هولمان

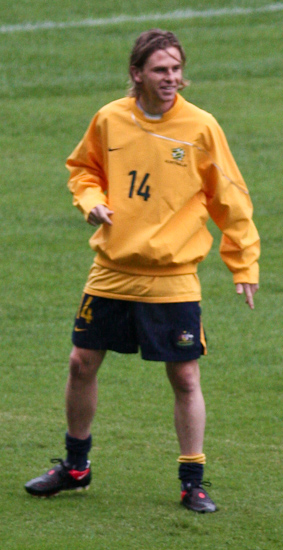
بريت هولمان

بريت هولمان (بالإنجليزية: Brett Holman)‏، من مواليد 27 مارس 1984 في بانكستاون في أستراليا، لاعب كرة قدم أسترالي.
بدأ مسيرته الكروية مع نادي باراماتا باور في موسم 2001/2002، ولعب معهم 12 مباراة وسجل 6 أهداف، وفي موسم 2002/2003 انتقل إلى نادي فيينورد روتردام الهولندي، وفي عام 2002 انتقل إلى نادي إكسيلسيور روتردام الهولندي، ولعب معهم حتى عام 2006، وشارك معهم في 134 مباراة وسجل 39 هدف، ومنذ عام 2006 وهو يلعب مع نادي نيميغن الهولندي.
و قد بدأ باللعب مع منتخب أستراليا لكرة القدم في عام 2006.
ومونديال جنوب إفريقيا2010هو أول مونديال يشارك به وقد كان أول أهداف هولمان في المونديال هو أول هدف للمنتخب الأسترالى في كأس العالم 2010 عندما سجله في مرمى المنتخب الغانى في الدقيقة العاشرة من الشوط الأول بعد خطأ فادح من حارس المرمى الغانى كينجسون.

## مسيرته الكروية
لعب بريت هولمان خلال مسيرته الاحترافية مع 9 أندية في تسعة عشر موسمًا وسجل خلالها 96 هدفًا ضمن 431 مباراة. حيث فاز في موسم واحد بالكأس وفي موسم واحد بالدوري.
خاض بريت هولمان مسيرته مع باراماتا باور ‏ في موسم 2000–01 ولمدة موسمين، مشاركًا في 12 مباراة سجل خلالها 5 أهداف. ثم انتقل إلى نادي فاينورد في موسم 2001–02 لمدة موسم واحد، حيث لم يشارك في أي مباراة ولم يسجل أي هدف. لينتقل بعدها إلى نادي إكسلسيور في موسم 2002–03 ليلعب معه أربعة مواسم، مشاركًا في 133 مباراة سجل خلالها 39 هدفًا. ثم انتقل إلى نادي إن إي سي نيميخن في موسم 2006–07 ولمدة موسمين، مشاركًا في 59 مباراة سجل خلالها 13 هدفًا. هذا وانتقل لاحقًا إلى نادي إي زد ألكمار في موسم 2008–09 ليلعب معه أربعة مواسم، مشاركًا في 94 مباراة سجل خلالها 15 هدفًا. ثم انتقل بعدها إلى نادي أستون فيلا في موسم 2012–13 لمدة موسم واحد، مشاركًا في 27 مباراة سجل خلالها هدفًا واحدًا. ليعود وينتقل من جديد، لكن هذه المرة إلى نادي النصر في موسم 2013–14 ولمدة موسمين، مشاركًا في 50 مباراة سجل خلالها 8 أهداف. لينتقل بعدها إلى نادي الإمارات في موسم 2015–16 لمدة موسم واحد، مشاركًا في 20 مباراة سجل خلالها 5 أهداف. ثم لعب في نادي بريزبان رور في موسم 2016–17 ولمدة موسمين، مشاركًا في 36 مباراة سجل خلالها 10 أهداف.

## روابط خارجية
- بريت هولمان على موقع الاتحاد الدولي (مؤرشف)  (الإنجليزية)
- بريت هولمان على موقع قاعدة بيانات كرة القدم.إي يو (الإنجليزية)
- بريت هولمان على موقع ناشيونال فوتبول تيمز (الإنجليزية)
- بريت هولمان على موقع Soccerbase.com (لاعب) (الإنجليزية)
- بريت هولمان على موقع Soccerway.com (الإنجليزية)
- بريت هولمان على موقع عالم كرة القدم.نت (الإنجليزية)
- بريت هولمان على موقع كووورة
- بريت هولمان على موقع أوليمبيديا (الإنجليزية)
- بريت هولمان على موقع اللجنة الأولمبية الأسترالية (الإنجليزية)
- بريت هولمان على موقع AS.com (الإسبانية)